# Sankt-Josephs-Universität

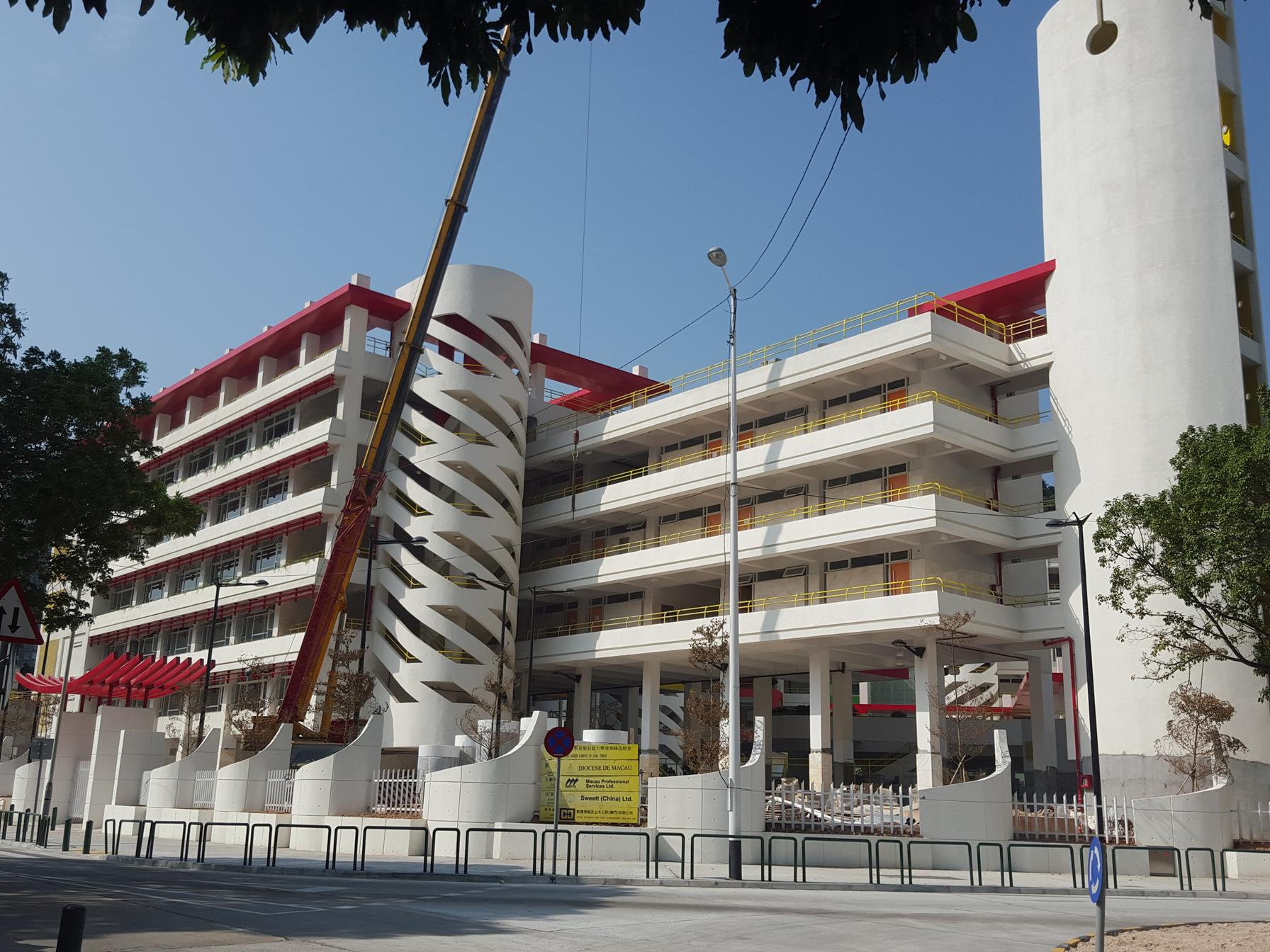
Sankt-Josephs-Universität, der neue Campus in Bau (2016)

Die Sankt-Josephs-Universität (portug. Universidade de São José; chin. 聖若瑟大學; engl. University of St. Joseph; Abk. USJ) wurde 1996 als katholische Hochschuleinrichtung mit Sitz in Macau gegründet. Sie wurde von der Katholischen Universitätsstiftung Macau gegründet, die von der Katholischen Universität Portugal und der Diözese Macau ins Leben gerufen wurde. Sie ist außerdem durch strukturelle, akademische und soziale Verbindungen mit der heutigen Sonderverwaltungszone Macau, Portugal und dem chinesischen Festland verbunden. Bis 2009 hieß die Universität Inter-University Institute of Macau (IIUM).
Gemäß dem 7. Artikel ihrer Satzung sind „Die akademischen Grade und beruflichen Diplome, die vom IIUM verliehen werden, [...] homolog zu denen, die von der Portugiesischen Katholischen Universität verliehen werden und werden automatisch von ihr anerkannt.“.
Der Schweizer Jesuit Stephan Rothlin, der Leiter des Macau Ricci Instituts, ist seit 2016 „Research Professor“ am Department of Administration and Leadership. In Macau befindet sich auch der Hauptsitz der Chinesische Ordensprovinz der Gesellschaft Jesu.